# Powiat de Sokółka
Le powiat de Sokółka (en polonais powiat sokólski) est un powiat appartenant à la Voïvodie de Podlachie dans le nord-est de la Pologne.

## Division administrative
Le powiat comprend 10 communes :

Carte du powiat

- 4 communes urbaines-rurales : Dąbrowa Białostocka, Sokółka et Suchowola ;
- 6 communes rurales : Janów, Korycin, Krynki, Kuźnica, Nowy Dwór, Sidra et Szudziałowo.